# Nocedo de Gordón
Nocedo de Gordón es una localidad española, perteneciente al municipio de La Pola de Gordón, en la provincia de León y la comarca de la Montaña Central, en la Comunidad Autónoma de Castilla y León. 
Situado sobre el arroyo del Manadero, afluente del río Bernesga, a los pies de Fontañán.
Los terrenos de Nocedo de Gordón limitan con los de La Pola de Gordón y Huergas de Gordón al norte, Santa Lucía de Gordón al noreste, Llombera al este, Peredilla al sureste, Llanos de Alba y Sorribos de Alba al sur, Olleros de Alba y Santiago de las Villas al suroeste, Cuevas de Viñayo, Piedrasecha, Portilla de Luna y Sagüera de Luna al oeste y Los Barrios de Gordón al noroeste.
Perteneció al antiguo Concejo de Gordón.

## Enlaces de interés
Etimología
- Datos: Q6044120